# Bogusław Duda
Bogusław Marek Duda (ur. 18 lipca 1953 w Rzeszowie) – polski lekkoatleta chodziarz.

## Osiągnięcia
Startował na igrzyskach olimpijskich w 1976 w Montrealu, gdzie w chodzie na 20 kilometrów zajął 21. miejsce. Duży sukces odniósł za to na mistrzostwach Europy w 1982 w Atenach, gdzie zajął 5. miejsce w chodzie na 50 kilometrów. Wystąpił na tym dystansie także na mistrzostwach świata w 1983 w Helsinkach, ale chodu nie ukończył wskutek dyskwalifikacji.
Trzykrotnie zdobywał mistrzostwo Polski: w chodzie na 20 kilometrów w 1983 i w chodzie na 50 kilometrów w 1979 i 1982. Czterokrotnie bił rekordy Polski w chodzie na 20 kilometrów i chodzie dwugodzinnym.
Był zawodnikiem Resovii Rzeszów w latach 1971-1986 z dwuletnią przerwą (1976–1977), kiedy startował we Flocie Gdynia. Trenerem Dudy w kadrze był Eugeniusz Ornoch.

## Rekordy życiowe
- chód na 20 kilometrów – 1:24:55 (17 maja 1986, Mielec)
- chód na 50 kilometrów – 3:54:09 (22 kwietnia 1979, Gdynia[6])